# Notélé
Notélé est une association sans but lucratif (asbl) responsable de la chaîne de télévision locale de Wallonie picarde en Belgique. Notélé signifie "Notre télé" en picard, le patois de la région. 

## Historique
Le média a été créé en 1977 à Tournai. La première émission télévisée fut diffusée le 12 novembre 1977 à 13h. Jean-Pierre Winberg, l'un des créateurs de la chaîne, fut à la tête de celle-ci jusqu'au 31 décembre 2014. À partir de janvier 2015, c'est Manu Guévart qui a occupé les fonctions de directeur de notélé. Après 42 ans passés sur la chaine et 8 ans à la direction de celle-ci, Manu Guévart a pris sa retraite au printemps 2023. Florence Coppenolle lui a succédé.[réf. souhaitée]

## Situation et zone de couverture
Notélé couvre l'actualité en Wallonie picarde, région carrefour entre Lille et Bruxelles, et entre Courtrai et Mons. Notélé couvre l'actualité des 23 communes qui composent la Wallonie picarde : Antoing, Ath, Beloeil, Bernissart, Brugelette, Brunehaut, Celles, Chièvres, Comines-Warneton, Ellezelles, Enghien, Estaimpuis, Flobecq, Frasnes, Lessines, Leuze, Mont-de-l'Enclus, Mouscron, Pecq, Péruwelz, Rumes, Silly et Tournai.  

La diffusion de cette chaîne locale belge concerne 350.000 téléspectateurs potentiels. Le centre de diffusion et la rédaction principale se trouve à Tournai. Notélé dispose également de bureaux à Ath et Mouscron.  

## Diffusion
En télévision, notélé est disponible via Proximus Pickx sur le canal 10, VOO sur le canal 11 et Orange sur le canal 13 en Wallonie picarde. 
Notélé est également disponible en dehors de Wallonie picarde via Proximus Pickx sur le canal 165.
Notélé est visible également partout dans le monde sur notele.be en cliquant sur le bouton « Direct TV ».
Cette fonction est également disponible sur l’application notélé dans l’App Store et Google Play.

## Les émissions
- Le journal (lundi-vendredi à 18h)
- Le Midi 35 (le samedi à 12h35)
- Le + de l'info (le samedi à 13h)
- Sport²  (le dimanche à 20h et le lundi à 18h30)
- Au cœur du sport (le lundi à 17h30)
- Labeléco (le mardi à 18h30)
- Si on sortait... (le jeudi à 18h30)
- Délices et Tralala avec Tonton (tous les jours à 12h)
- Petits pois et pois de senteur (samedi 12h30)
- C’est tout toit
- Politiquement (in)correct (le jeudi 18h30)
- Place publique
- Zone franche (vendredi 18h30)
- Estu mag
- Les dérailleurs
- Festivibes
- C'est dans le coin
- No parlache
- Le mercredi, c'est classe
- Demain, c'est pas si loin
- Trésors du commun
- Perspéctiv
- Suivez le guide